# Le Pire des adieux
Pour plus de détails, voir Fiche technique et Distribution.
Le Pire des adieux (Lad de små børn...) est un film danois réalisé par Paprika Steen, sorti en 2004.

## Synopsis
Britt et Claes ont subi le pire des malheurs : leur fillette de douze ans a été tuée dans un accident de voiture. Six mois après ils essaient de se reconstruire. Le chemin est long et douloureux.

## Fiche technique
- Titre : Le Pire des adieux
- Titre original : Lad de små børn...
- Réalisation : Paprika Steen
- Scénario : Kim Fupz Aakeson
- Pays d'origine : Danemark
- Genre : drame
- Date de sortie : 2004

## Distribution
- Sofie Gråbøl : Britt Lehmann
- Mikael Birkkjær : Claes Lehmann
- Søren Pilmark : Nisse
- Lena Endre : Vivi
- Karen-Lise Mynster : Anette Christoffersen
- Lars Brygmann : Chef
- Carsten Bjørnlund : Ulrik